# Жар-тобе
Жар-тобе (также Жартобе) — древнее городище на территории Туркестанской области.
Находится в 45 км от аула Баиркум, на левом берегу реки Сырдарья, в четырёх километрах выше по течению Сырдарьи от Баиркумского городища. Представляет собой четырёхугольный холм размером 210x210 метров, высотой 3 м. Сохранились развалины двух башен. Городище окружено валом и рвом глубиной 1 м, шириной 7—8 м, который наполнялся водой. Найдены глиняная посуда, кувшины, чаши, блюдца. Датируется I в. до н. э.[уточнить]